# Sergio Frascoli
Sergio Frascoli (Milano, 14 marzo 1936) è un ex calciatore italiano, di ruolo mediano.

## Carriera
Cresce calcisticamente nella Pro Patria ed esordisce, a 18 anni, il 26 dicembre 1954 a Udine contro l'Udinese. Nel campionato successivo diventa titolare in Serie A per poi giocare in Serie B a seguito della retrocessione dei tigrotti.
Passa al Simmenthal Monza nel 1957 e gioca 3 campionati da titolare fra i brianzoli per approdare, nel 1960, al Venezia.
In laguna ottiene la promozione con i neroverdi, tornando nella massima serie nel 1961.
Nel 1963 viene ceduto, assieme a Mario Ardizzon, alla Roma, dove, pur partendo titolare, non sfonda, infortunandosi in più occasioni. Per lui 12 presenze in campionato, 3 in Coppa Italia e 11 nelle competizioni europee a cui partecipa la Roma.
Nel 1964 viene ceduto alla SPAL del presidente Paolo Mazza con cui ottiene la promozione: nel 1965 quindi torna a calcare i campi della massima divisione. Il 2 ottobre 1966 gioca la sua ultima partita in Serie A a Ferrara contro il Brescia per poi scendere a novembre di quell'anno in Serie C nel Pescara dove chiude, nel 1967, con il calcio professionistico.
Ha giocato nella sua carriera 114 gare di Serie A segnando 4 gol, 170 con due reti in Serie B e 23 in Serie C.

## Palmarès

### Club

#### Competizioni nazionali
- Serie B: 1

Venezia: 1960-1961
- Coppa Italia: 1

Roma: 1963-1964